# Trevor Horn
Trevor Charles Horn (Durham, Anglia, 1949. július 15.) Grammy-díjas zeneszerző, az angol popzene kiemelkedő producere, dalszerzője és zenésze. Horn sok kereskedelmileg sikeres album és szám készítője, melyet brit és külföldi zenészekkel gyártott. Seallel elnyerte a Grammy-díjat a Kiss from a Rose című dalával. Énekesként a The Buggles, a Yes és az Art of Noise tagjaként vált híressé. Jelentős részt vállal a ZTT Records, a Sarm Studios, valamint a Perfect Songs kiadóknál. 1980-ban megkapta a legjobb producer díjat Nagy-Britanniában Cahina Crisis Flaunt the Imperfection című albumában való tevékenykedéséért
2009-ben Robbie Williams brit popénekes stúdióalbumának, a Reality Killed The Video Star című albumának producere volt.